# Промова Гітлера 1 вересня 1939 року
Промова Гітлера 1 вересня 1939 року — виступ Адольфа Гітлера на позачерговій сесії німецького Рейхстагу у Берліні 1 вересня 1939 року. Промова вважається публічним оголошенням війни Польщі (офіційне оголошення Польща не отримувала) та є ключовою подією в історії, оскільки вона стала каталізатором для подальших подій, що призвели до початку Другої світової війни.

## Контекст
1 вересня 1939 року, приблизно о 4 годині 45 хвилин, німецький військовий корабель «Шлезвіг-Гольштейн» відкрив вогонь по польській військово-морській базі у Вестерплатте на Балтиці. Саме цей обстріл прийнято вважати першими пострілами війни.
На момент промови, по всій межі між Польщею та Німеччиною частини німецьких збройних сил підняли прикордонні шлагбауми і ввійшли на польську територію. Також літаки повітряних сил вторглись в повітряний простір Польщі, несучи бомби для бомбардування польських залізниць, автострад, мостів, військових баз, міст та сіл.

## Зміст промови
Під час свого виступу, о 10 годині ранку, А.Гітлер обґрунтовав своє рішення воювати за повернення Данцига та Коридору, які були відібрані у Німеччини за умовами Версальського договору, а також захищати німецькі меншини в Польщі від тиску та терору.
Данциг був — і є німецьким містом! Коридор був — і є німецьким! Обидві ці території за їх культурним розвитком належать виключно німецькому народу. Данциг був віднятий у нас, Коридор був анексований Польщею. Як і на інших німецьких територіях на сході, з усіма німецькими меншинами, що проживають там, обходилися все гірше і гірше…"

– фрагмент промови Гітлера у Рейхстазі 1 вересня 1939 року.
Як зазначає Вільям Ширер у своїй книзі: «В цей важливий момент історії він не зміг утриматися від брехні перед довірливим німецьким народом, намагаючись виправдати свої вчинки.». Під час виступу, хід дипломатичних подій перед вторгненням був спотворений у деталях.
Як завжди, я намагався мирним шляхом домогтися перегляду, зміни цього нестерпного становища. Це — брехня, коли світ говорить, що ми хочемо домогтися змін силою.(…)Ви знаєте про пропозиції, які я робив для відновлення німецького суверенітету над німецькими територіями. Ви знаєте про мої нескінченні спроби, які я робив для мирного врегулювання питань з Австрією, потім з Судетською областю, Богемією і Моравією. Всі вони виявилися марними.

– фрагмент промови Гітлера у Рейхстазі 1 вересня 1939 року.
Крім того, Гітлер також згадав про тему пакту Молотова-Ріббентропа, який був підписаний 23 серпня, за десять днів до цього виступу. Незважаючи на те, що інформація про укладення самого пакту була опублікована в Союзі Радянських Соціалістичних Республік і вже широко розповсюджувалась по всьому світу, цей виступ став першим офіційним заявленням Гітлера.
Будь-яке протистояння між нашими народами було б вигідно іншим. Тому ми вирішили укласти Договір, який назавжди усуває можливість будь-якого конфлікту між нами.(…)Росія і Німеччина боролися один проти одного в Першу світову війну. Такого не станеться знову.

– фрагмент промови Гітлера у Рейхстазі 1 вересня 1939 року.
Після цього Фюрер заявив, що він готовий віддати своє життя за Німеччину і вимагав того ж від кожного німця. Він назвав себе першим солдатом німецького Рейху та зазначив, що знову одягнув військову форму. 
Більш 90 мільярдів витрачено за цей час на Збройні Сили. Вони тепер краще екіпіровані і непорівнянні з тим, якими вони були в 1914 році. Моя віра в них непохитна. Коли я створював ці сили, і тепер, коли я закликаю німецький народ до жертв і, якщо необхідно, до самопожертви, я мав і маю на це право, тому що сьогодні я сам повністю готовий, як і раніше, принести себе в жертву.

– фрагмент промови Гітлера у Рейхстазі 1 вересня 1939 року.
Також, під час виступу, був озвучений порядок спадкування влади, у разі його смерті.
Якщо під час боротьби що-небудь станеться зі мною, тоді мій перший наступник — товариш-по-партії Герінг; якщо що-небудь трапиться з товаришем-по-партії Герингом, мій наступний наступник — товариш-по-партії Гесс.

– фрагмент промови Гітлера у Рейхстазі 1 вересня 1939 року.
Гітлер закінчив свою промову закликом народу до віри, єдності і самопожертви в боротьбі за мир і права Німеччини. 
Жертви, які вимагаються від нас, не більше, ніж жертви, які робили багато поколінь. Якщо ми створимо суспільство, пов'язане клятвеними узами, готове до всього, що вирішило ніколи не здаватися, тоді наша воля буде панувати над будь-якими труднощами і стражданнями.(…) Я хочу закінчити тими ж словами, з якими почав боротьбу за владу над Райхом. Тоді я сказав: «Якщо наша воля настільки сильна що ніякі труднощі і страждання не можуть зламати її, тоді наша воля і наша Німеччина будуть понад усе!»

– фрагмент промови Гітлера у Рейхстазі 1 вересня 1939 року.

## Наслідки
Промова 1 вересня 1939 року визначила подальший хід подій, призвівши до вторгнення нацистської Німеччини в Польщу та початку Другої світової війни. Цей виступ залишив невиліковний слід в історії, підкреслюючи агресивні імперські амбіції нацистського режиму.